# Stephan Pilarick
Stephan (Stephanus) Pilarick, Sen. (* 1615 in Otschowa, Königreich Ungarn, heute Očová in der Slowakei; † 8. Februar 1693 in Neu-Salza bei Spremberg/Oberlausitz) war ein Philosoph, evangelischer Theologe, Pfarrer und Exulant. Er war der erste Pfarrer der Exulantenstadt Neu-Salza, heute Neusalza-Spremberg (1674–1693).

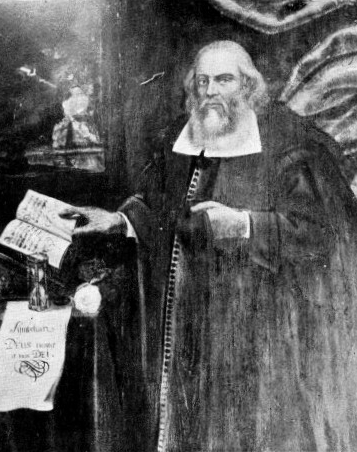
Stephan Pilarick nach Adam Batlowsky, 1698

## Leben und Wirken

### Geistliche Laufbahn in Ungarn
Stephan Pilarick Senior gehört zu den bedeutendsten geschichtlichen Persönlichkeiten der Stadt Neusalza-Spremberg und der Oberlausitz. Sein Leben und Wirken fielen in die Zeit des Dreißigjährigen Krieges (1618–1648) und der Gegenreformation (Rekatholisierung), die seinerzeit Mitteleuropa erschütterten. Pilaricks Vater war evangelischer Geistlicher in Otschowa und hieß Stephan, seine Mutter Anna. Mit vier Jahren bekam er bereits den ersten Unterricht. Er war musikalisch begabt, lernte Orgelspielen und Latein und zeichnete sich später durch zündende Rhetorik aus.
Im Alter von 15 Jahren wurde er bereits als Organist in der Stadt Bartfeld eingesetzt. Nach Pilaricks Aufzeichnungen galt sie als die erste Stadt Ungarns, „so die Lutherische Lehr angenommen“ hat. Mit 18 Jahren (1633) hielt er seine erste Predigt auf Schloss Wigleß. Im Alter von 20 Jahren (1635) erfolgte Pilaricks Berufung als Kantor nach Illau an der Waag. Dort lernte er auch seine künftige Frau Siena kennen, die er 1637 heiratete. Mit ihr zeugte er elf Kinder, sieben Knaben und vier Mädchen, von denen fünf bereits im Säuglingsalter verstarben. Danach erfolgte sein Einsatz als Prediger in weiteren evangelischen Gemeinden Oberungarns, der heutigen Slowakei, so in Strehova, Teplitz, St. Andreas und Beckaw.
Um 1650/51 erhielt er eine Anstellung als Hofprediger bei Gräfin Eva zu Trentschin, die er bis um 1660 ausübte. Zu jener Zeit gelang dem katholischen Jesuitenorden seinen Einfluss auch in Böhmen, Mähren und Ungarn weiter auszubauen. Er wurde der Hauptorganisator der Gegenreformation und verursachte die Vertreibung von hunderttausenden Christen evangelischen Glaubens aus diesen Ländern. Sie gingen in die Geschichte als „Exulanten“ ein. Der ungarische Bevollmächtigte der Jesuiten, Graf Nádasdy, führte 1660 einen regelrechten Feldzug gegen die Evangelischen im Land und ließ auch Pilarick und seine Familie verfolgen.

### Flucht und Gefangennahme
Als Pilarick am 3. September 1663 seine neue Pfarrstelle in Senitz antreten wollte, wurde er von Türken gefangen, die in Ungarn eingefallen waren. Die Familie zerstreute sich. In der Gefangenschaft spielte man Pilarick übel mit, und er wurde schließlich als Sklave verkauft. Der türkische Hofrat Konstantin, wohl ein orthodoxer Christ, ermöglichte ihm aus dem walachischen Gefangenenlager die Flucht. Danach schlug sich Pilarick auf der Donau über Raab nach Pressburg durch. Er bekam Nachricht, dass dort seine Frau Siena und die Kinder Zuflucht gefunden hätten.
Im Winter 1663/64 besiegte schließlich das Heer des ungarischen Königs und späteren habsburgischen Kaisers Leopold I. die Türken. Der darauffolgende Friedensschluss von Eisenburg 1664 verhinderte (vorerst) weitere Türkeneinfälle. Die evangelische Pfarrerfamilie Pilarick kehrte in ihre Heimatgemeinde Senitz zurück.

### Unter Schutz des Kurfürsten von Sachsen
Im Jahr 1670 drohte Pilarick, der drei Sprachen beherrschte und in diesen auch predigte, neues Unheil. Damals suchten Truppen des erzkatholischen Kaisers Leopold I. Ungarn heim, um die Protestanten gewaltsam zu vertreiben. Für die Ergreifung Pilaricks war von den Jesuiten ein Preis von 100 Dukaten geboten worden. Nun wusste er, dass er und die Seinen nur in einem protestantischen Land sicher sind. Erneut begab er sich mit der Familie aus Senitz auf die Flucht. Über Skalitz und das mährische Olmütz, in dem Pilarick fast erkannt worden wäre, entflohen sie in das schlesische Breslau, um von dort in das protestantische Sachsen zu gelangen, das von Kurfürst Johann Georg II. regiert wurde.
Im Verlauf des Jahres 1673 kamen Pilarick und weitere ungarische Glaubensbrüder in der Oberlausitzer Sechsstadt Zittau an. Die Stadt war seinerzeit ein „Aufnahmezentrum“ für Exulanten aus Böhmen, Mähren und Ungarn. Pilaricks Frau und die mittlerweile erwachsenen Kinder folgten später nach. Pilaricks Ruf als unerschütterlicher evangelischer Glaubensstreiter war ihm in die Oberlausitz vorausgeeilt. Er erhielt Einladungen nach Bautzen und in die 1670 gegründete Exulantenstadt Neu-Salza.

### Erster evangelisch-lutherischer Prediger in Neu-Salza
Die damalige Grund- und Gerichtsherrin und damit auch Kirchenpatronin von Neu-Salza, Anna Catharina von Salza († 1682), suchte für die zugezogenen Exulanten aus Böhmen, Mähren und Ungarn trotz fehlenden Gotteshauses einen evangelischen Geistlichen, der ihrer Sprache mächtig war. Pilarick nahm an und wurde von ihr am 6. (14.) April 1674 zum Pfarrer in Neu-Salza „für die darin befindlichen Ungarischen, Böhmischen, Schlesischen und Mährischen Leute, die sich der Böhmischen (tschechischen) Sprache gebrauchen…“ ernannt. Die kurfürstliche Bestätigung dazu erfolgte am 14. Oktober 1674 im Kontext mit dem Erlass des „Neusalzaer Kirchenrezesses“, den der Stadtgründer, Christoph Friedrich von Salza († 1673), vorbereitet hatte. Die Odyssee Pilaricks von Flucht und Vertreibung war somit in der Stadt Neu-Salza, seiner letzten Lebens- und Wirkungsstätte, beendet. Neben seinem Predigeramt widmete sich der unermüdliche Pfarrer zielstrebig dem Bau der Exulantenkirche „Zur Heiligen Dreifaltigkeit“ in der jungen Stadt, die von Kirchenbaumeister Hans Sarn in den Jahren 1675 bis 1678 errichtet wurde. Pilarick Senior führte die grenzüberschreitende Kirchgemeinde neunzehn Jahre bis zu seinem Tod. Er verstarb 1693 im Alter von 78 Jahren.

## Familie und Nachkommen
Die bekannten Kinder des Pfarrers Stephan Pilarick und seiner Ehefrau Siena (gest. 1. Advent 1675 in Neu-Salza) sind:
1. Sohn Stephan Pilarick Junior (* 1637; † 7. Dezember 1720 in Klein-Röhrsdorf bei Pirna). Er war ebenfalls evangelischer Geistlicher. Von 1692 bis 1720 war er Pfarrer in Klein-Röhrsdorf bei Pirna.[1]
2. Sohn Gabriel Pilarick. Als Kammermusikus des Fürsten von Gotha überliefert.
3. Sohn Jeremias Pilarick. Als Lehrer der Ratsschule zu Wittenberg überliefert. Dessen Sohn war Johann Gottfried Pilarik, Kirchenlieddichter und Superintendent in Großenhain.
4. Tochter Anna Pilarick. Mutter der Anna Maria, verh. Batlowsky.
5. Tochter Juditha Pilarick. Sie verstarb frühzeitig in Pressburg (um 1664).
6. Tochter Magdalena Pilarick. Verheiratet mit dem ungarischen Prediger Johannes Hadikius, der als Exulant nach Dresden kam.

Zu den Kindern Stephan Pilaricks lassen sich nur wenige Daten finden. Das Grabdenkmal des Pfarrers Pilarick Sen. wurde bisher nicht gefunden. Ein anonymer Grabstein in der Neusalzaer Kirche könnte durchaus das Epitaph dieses Geistlichen sein. Im Vorraum der Kirche befindet sich jedoch ein großformatiges Ölbild, das Pilarick in Lebensgröße und in geistlicher ungarischer Tracht zeigt. Das Bild schuf der Dresdner Maler Adam Batlowsky 1698, der mit Pilaricks Enkelin Anna Maria verheiratet und von ihm 1689 getraut worden war. Die Jahreszahl 1698, die J. Chr. Hasche (1787, S. 367f)  für die Entstehung des Ölgemäldes überlieferte, ist falsch bzw. verwechselt worden, da Stephan Pilarick bereits 1693 verstorben war. Adam Batlowsky hat das Bild sicherlich kurz nach seiner Heirat 1689 als Reminiszenz für den Großvater seiner Frau und Geistlichen geschaffen.

## Werke
- Currus Jehovae mirabilis, Das ist/ Ein Wunderbahrer Wagen des Allerhöchsten : Auf welchem Er/ wie von Anfang her ... seine Heiligen und Gläubigen ... in dieser argen Welt führet/ biß Er sie endlich auf Eliae Himmels-Wagen durch einen seeligen Tod in die ewige Ruhe eingeführet hat. Wittenberg : Henckel, 1678 Online-Digitalisat
- Turcico-Tartarica Crudelitas, Das ist: Derer Türcken und Tartarn Grausamkeit/ In welche Anno 1663. den 3. Septembr. ... nebst einer grossen Anzahl frommer [...] / Stephanus Pilarick der älteste/ Damals gewesener Pfarrer und Senior zu Senitz in Ungarn ... Anitzo aber Nach höchst-betrübten viertem Exilio/ der nun neu-aufgerichteten Kirche und Kirch-Spiels zu Neu-Saltza in Meissen/ beyder Nationen/ meistentheils Exulanten Pastor ... aufs neue zusammen gebracht und zum Druck befördert ... Anno 1684. Richter, Budissin 1684 Online-Digitalisat
- Jozef Minárik (Hrsg.): Štefan Pilárik: (1615–1693); výber z diela (Auswahl aus dem Werk). Bratislava: Vyd. Slovenskej Akad. Vied, 1958